# 格奥尔基·季米特洛夫陵寝

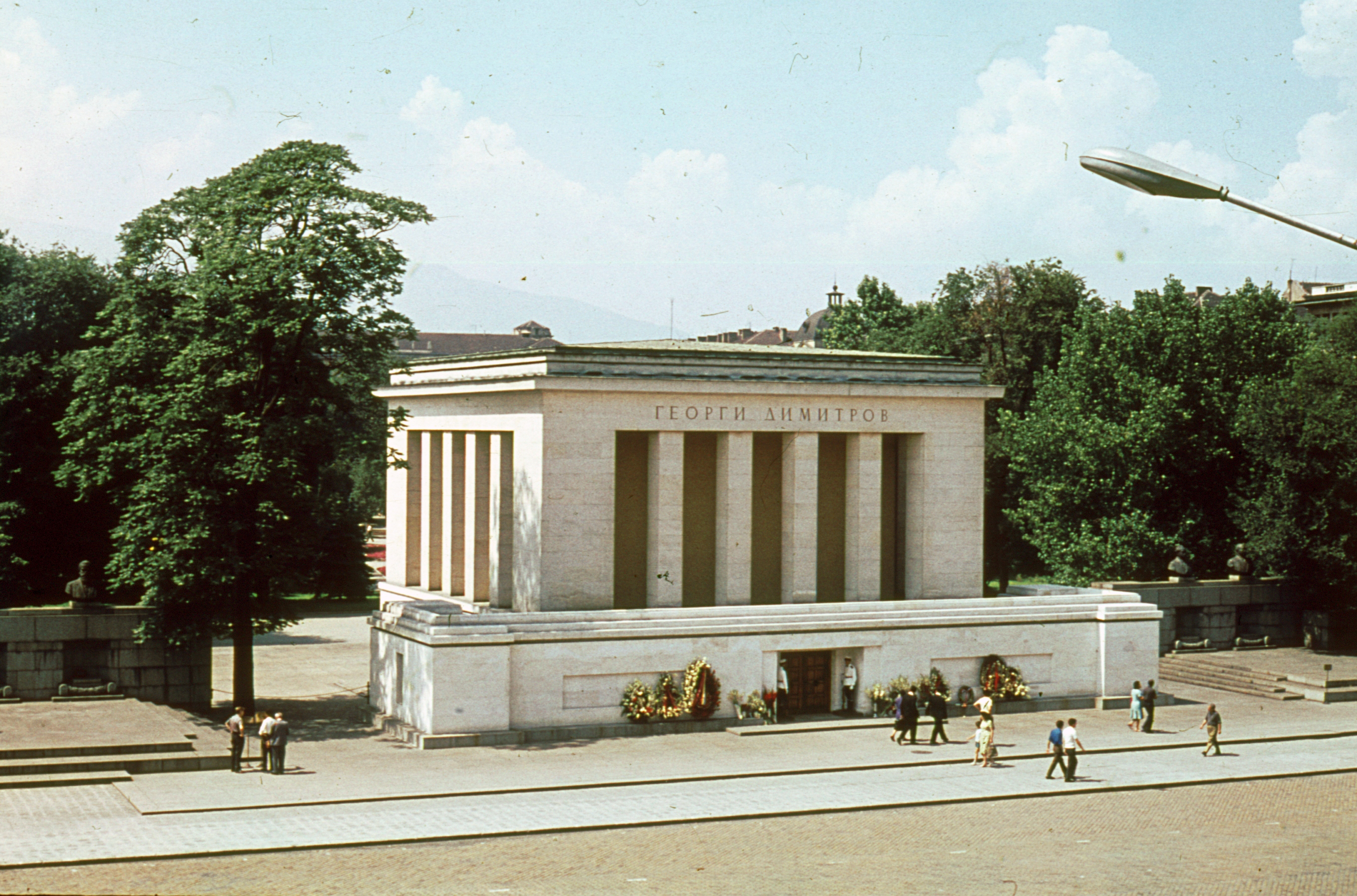
季米特洛夫墓（1968年）

格奥尔基·季米特洛夫陵寝，是一个纪念堂式的陵寝，位于保加利亚首都索菲亚的巴滕堡的亞歷山大廣場上，存在于1949年－1999年。

## 简介
该陵寝建于1949年，是为表达对1949年去世的保加利亚人民共和国與保加利亞共產黨首任领袖格奥尔基·季米特洛夫的个人崇拜而修建，内部陈列有经防腐处理后放入水晶棺中的格奥尔基·季米特洛夫的遗体。在季米特洛夫去世后不久，陵寝便开工建设，仅用6天就完工。完工后，季米特洛夫的遗体便由苏联运回索菲亚。季米特洛夫的遗体一直在该陵寝中停放至1990年8月，之后被移走火化，后移至索非亞中央公墓。陵墓的正面是石砌的检阅台，两侧为观礼台。每逢重大节日，国家领导人在台上检阅游行队伍。陵墓的门下有卫兵站岗，他们身着古装，每15分钟换岗一次，昼夜相继，季米特洛夫陵墓全年对外开放。
1999年，经过全国范围的大讨论，陵寝在民主力量联盟执政时期，由总理伊万·科斯托夫的领导下拆除。科斯托夫和民主力量联盟声称，1989年共产主义垮台后保留陵墓不合适，因为它代表了保加利亚“压抑的过去”。不过根据某民调机构的数据，参与此次调查的民众有约2/3反对拆除陵寝。1999年8月21日至27日拆除时，该陵寝经过了4次爆破才成功拆除。第1、2次爆破仅造成轻度损伤，第3次爆破才造成较严重的损伤，第4次爆破成功拆除。